# Desa Limusnunggal (administrativ by i Indonesien, lat -6,96, long 106,64)
Desa Limusnunggal är en administrativ by i Indonesien.   Den ligger i provinsen Jawa Barat, i den västra delen av landet, 90 km söder om huvudstaden Jakarta.